# 2,5-二甲基-7-羟基色酮
2,5-二甲基-7-羟基色酮是一种有机化合物，分子式C11H10O3，属于色原酮衍生物，存在于树丛芦荟（Aloe arborescens）、阿勒勃（Cassia fistula）、杯萼海桑（Sonneratia alba）等植物中。